# Mar Amarillo
El mar Amarillo (en chino, 黄海; pinyin, huáng hǎi; en coreano: 황해 [Hwang Hae]) es la parte norte del mar de la China Oriental. Es un amplio mar, ocupando un área de cerca de 417 000 km², aunque es poco profundo, con una profundidad máxima de 105 metros.
Está situado entre la China continental y la península de Corea. Su nombre proviene de las partículas de arena que le dan ese color al agua, originalmente del río Amarillo, Huang he. Se conoce también localmente, en Corea del Sur, con el nombre de mar del Oeste.
La inmensa bahía que forma el fondo del mar Amarillo recibe el nombre de mar de Bohai (conocido anteriormente como bahía de Zhili). En ella desemboca el río Amarillo, después de cruzar la provincia de Shandong y su capital, Jinan, así como el río Hai que cruza Pekín y Tianjin.
La bahía de Corea, entre la provincia china de Liaoning y el noroeste de Corea del Norte, forma parte también del mar Amarillo. El mar de Bohai y la península de Corea están separadas por la península de Liaodong, con la ciudad de Dalian situada en su extremo sur.

## Delimitación de la IHO
La máxima autoridad internacional en materia de delimitación de mares a efectos de navegación marítima, la Organización Hidrográfica Internacional («International Hydrographic Organization, IHO), considera el mar Amarillo como un mar. En su publicación de referencia mundial, «Limits of oceans and seas» (Límites de océanos y mares, 3.ª edición de 1953), le asigna el número de identificación 51 y lo define de la siguiente forma:

En el Sur.
El paralelo de 33°17' Norte desde Saisyu To (Quelpart) a la parte continental.

En el sureste. 
Desde el extremo occidental de Queipart hasta Ka Nyo o isla Pinnacle West (34°13'N), en el grupo de Mengoru, de allí a la punta norte de Oku To (34°22'N), hasta la punta Oeste de las islas de Piedra Pequeñas del Sur (Syo-Zyonan To) y la punta Norte de la Gran Isla de Piedra del Sur (Zyonan To) (34°24'N) a un punto de la costa de Tin To (34°25'N), a lo largo de la costa noroeste de esta isla hasta el extremo norte de la misma, y desde allí en una línea en dirección noreste a la parte continental de Tyosen (Corea).
Limits of oceans and seas, pág. 31—32.

## Flora y fauna

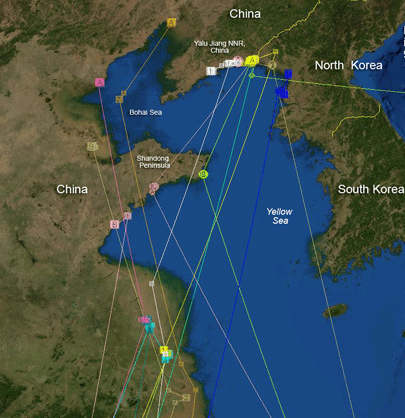
Rutas migratorias y zonas de descanso de la aguja colipinta en el Mar Amarillo.

El mar es rico en algas (predominantemente kelp, Laminaria japonica), cefalópodos, crustáceos, mariscos, almejas y, sobre todo, en Cyanobacteria verdeazuladas que florecen en verano y contribuyen al color del agua. Por ejemplo, la producción de algas en la zona llegó a ser de 1,5 millones de toneladas en 1979 sólo en China. La abundancia de todas estas especies vegetales y animales aumenta hacia el sur e indica una elevada productividad del mar, lo que explica la diversidad de especies de peces y el elevado rendimiento pesquero del mar. Recientemente se han descubierto en el Mar Amarillo varias especies de gobios nuevas para la ciencia.
La parte meridional del Mar Amarillo, que incluye toda la costa occidental de Corea, contiene un cinturón de 10 km de ancho de marismas intermareales, que tiene una superficie total de 2.850 km² (1.100 Mi²) y se mantiene a 4-10 m (13-33 pies). Los estudios demuestran que la zona es el lugar más importante para las aves migratorias en su migración hacia el norte en toda la ruta migratoria entre Asia Oriental y Australasia, con más de 35 especies en cantidades significativas a nivel internacional. Dos millones de aves, como mínimo, pasan por allí, y aproximadamente la mitad de ese número lo utiliza en la migración hacia el sur. Unas 300.000 aves migratorias transitaban anualmente sólo por la zona de la llanura mareal de Saemangeum. Sin embargo, este estuario fue embalsado por Corea del Sur entre 1991 y 2006, lo que provocó la desecación del terreno. La recuperación de tierras también se llevó el 65% de la zona intermareal en China entre los años 1950 y 2002, y en 2005 había planes para recuperar otro 45%.
Las poblaciones de megafauna oceánica, como los mamíferos marinos, las tortugas de mar y los peces de mayor tamaño, han disminuido en los tiempos modernos, no sólo por la contaminación sino también por la caza. La caza industrial japonesa de ballenas y las operaciones masivas ilegales de la Unión Soviética con el apoyo de Japón han sido los principales impulsores de la disminución de la población. Las especies que residen en la zona en la actualidad incluyen focas manchadas y cetáceos como rorcuales aliblancos, orcas, falsas orcas y marsopas sin aleta (Neophocaena sunameri), pero sin embargo todos los restos de especies enumerados podrían estar en números muy pequeños. Históricamente, las ballenas de gran tamaño eran muy abundantes tanto en el verano como en el invierno en los mares Amarillo y de Bohai. Por ejemplo, históricamente estaba presente una población única de rorcuales comunes y ballenas grises residentes, o posiblemente albergaba algunas ballenas francas del Pacífico Norte y ballenas jorobadas (en 2015 se observó en el condado de Changhai tres ballenas, incluyendo una pareja de Phocoena) durante todo el año, además de individuos migratorios, y muchas otras especies migratorias como los zifios de Baird. Incluso las ballenas azules, los leones marinos japoneses, los dugongos (solo en las regiones del sur), y las tortugas laúd solían reproducirse o migrar a los mares Amarillo y de Bohai.
Las focas manchadas son la única especie de foca residente en el Mar Amarillo. En Baengnyeongdo hay un santuario para estas focas, que también es conocido por sus marsopas sin aletas. También se sabe que los tiburones blancos cazan focas en la zona.

## Economía

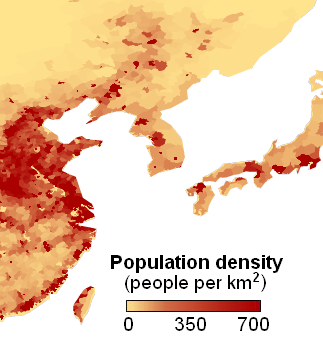
Mapa de la densidad de población alrededor del Mar Amarillo en Asia Oriental (1994)

Las costas del Mar Amarillo están muy densamente pobladas, con unos 250 habitantes por kilómetro cuadrado. Las aguas del mar han sido utilizadas para la pesca por los barcos chinos, coreanos y japoneses durante siglos. Las capas inferiores son especialmente ricas en peces. Se explotan comercialmente unas 200 especies de peces, sobre todo besugos, corvinas, peces lagarto, langostinos, pez sierra, jureles, calamares, anguilas, peces lima, arenques del Pacífico, caballas, platijas y medusas. La intensidad de la pesca ha ido aumentando gradualmente en el caso de China y Corea y disminuyendo en el de Japón. Por ejemplo, los volúmenes de producción de China pasaron de 619.000 toneladas en 1985 a 1.984.400 toneladas en 1996. Sin embargo, todas las especies están sobreexplotadas y, aunque las capturas totales aumentan, la población de peces disminuye continuamente para la mayoría de las especies.
La navegación es otra actividad tradicional en el Mar Amarillo. Los principales puertos chinos son Dalian, Tianjin, Qingdao y Qinhuangdao. Los principales puertos surcoreanos en el Mar Amarillo son Incheon, Gunsan y Mokpo, y el de Corea del Norte es Nampho, el puerto de salida de Pionyang. El ferry del tren de Bohai ofrece un atajo entre la península de Liaodong y Shandong. El 24 de noviembre de 1999 se produjo un grave accidente naval en Yantai, Shandong (China), cuando el ferry chino Dashun, de 9.000 toneladas, se incendió y volcó en medio del mar embravecido. Murieron unas 300 personas, lo que lo convirtió en el peor incidente marítimo de China.

## Exploración petrolífera
La exploración petrolífera ha tenido éxito en las partes china y norcoreana del mar, con unas reservas probadas y estimadas de unos 9.000 y 20.000 millones de toneladas, respectivamente.
En 2007, la China National Petroleum Corporation (CNPC), descubrió un importante yacimiento petrolífero, de casi mil millones de toneladas, en la costa y la plataforma continental del mar Amarillo. La superficie total del yacimiento, situado en la provincia de Hebei, se extiende a 1570 km², de las cuales dos terceras partes se encuentran en la plataforma marina. El nuevo yacimiento sería una fuente importante del petróleo crudo para China, país que procura reducir el grado de su dependencia con respecto a la importación de hidrocarburos.
Sin embargo, el estudio y la exploración del mar se ven algo obstaculizados por el insuficiente intercambio de información entre los países implicados. China inició colaboraciones con empresas petroleras extranjeras en 1979, pero esta iniciativa decayó posteriormente.
El 16 de julio de 2010 se produjo un importante vertido de petróleo cuando un oleoducto explotó en el puerto nororiental de Dalian, provocando un incendio a gran escala y esparciendo unas 1.500 toneladas de petróleo por una zona marítima de 430 km² (170 millas cuadradas). El puerto fue cerrado y la pesca suspendida hasta finales de agosto. Se movilizaron 800 barcos de pesca y 40 buques especializados para paliar los daños medioambientales.